# Сент-Мэри-ле-Боу
Сент-Мэри-ле-Боу (англ. St Mary-le-Bow) — одна из самых известных церквей Лондона; находится в Сити. Построена в 1671—1680 годах Кристофером Реном на месте сгоревшей прежней церкви. Слово «Боу» в названии (от англ. bow — арка) возникло от того, что церковь была построена над нормандской подземной часовней с каменным арочным сводом.

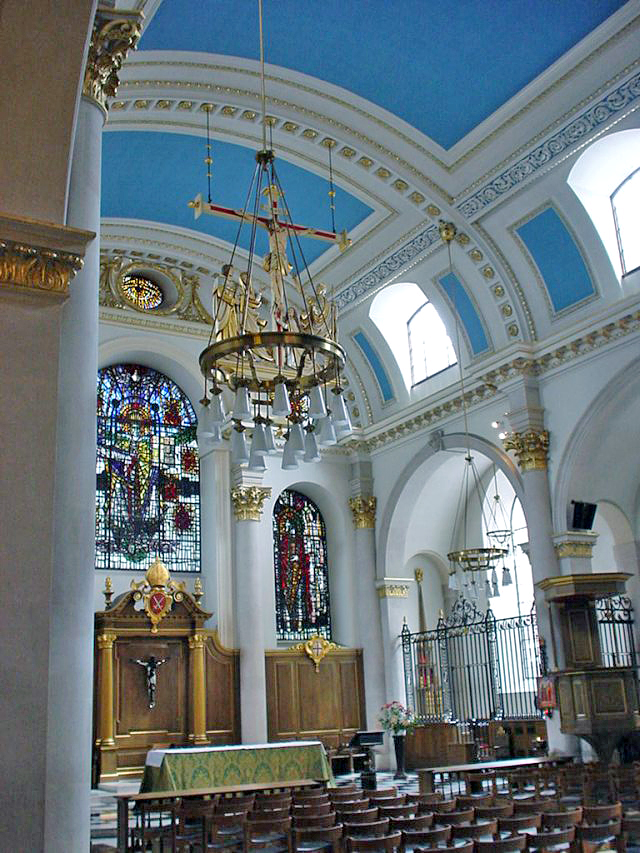
Интерьер

Считается, что человек, родившийся в пределах слышимости колоколов Сент-Мэри-ле-Боу, — истинный кокни. 10 мая 1941 года в церковь попала бомба, сброшенная немецким самолётом, в результате большая часть здания церкви была разрушена, а колокола разбились о землю. В 1956 году началась реставрация церкви под руководством Л. Кинга (L. King), и уже в 1961 году колокола церкви зазвучали вновь, порождая новое поколение кокни.
В этой церкви похоронен российский посланник Семён Воронцов, отец князя Михаила Воронцова и дед британского военного министра Сидни Герберта.